# Lagoa Vermelha

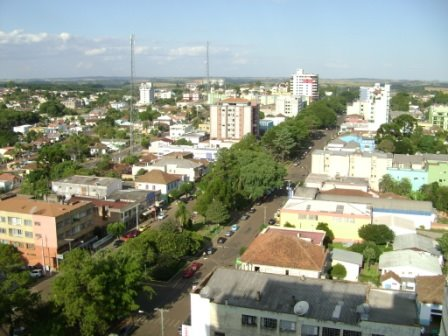
Fotografía de Lagoa Vermelha. Tomada en 2008

Lagoa Vermelha (en español: Laguna Bermeja)  es un municipio brasileño del estado de Río Grande del Sur.
Se encuentra ubicado a una latitud de 28º12'31" Sur y una longitud de 51º31'33" Oeste, estando a una altitud de 801 metros sobre el nivel del mar. Su población estimada para el año 2004 era de 28.618 habitantes.
Ocupa una superficie de 1778,9 km².

## Historia
Hasta 1801 e incluso 1810 perteneció a la Banda Oriental del español Virreinato del Río de la Plata, en esas épocas era un puesto de la Ruta del ganado que llevaba en contrabando ganados bovinos y equinos desde la región rioplatense y pampeana hasta la "feria"  de Sorocaba en Brasil. 

En 1815, aprovechando oportunistamente los problemas obvios que subsiguieron a la Revolución de Mayo en Buenos Aires, los luso-brasileños partiendo de Guarapuava enviaron una expedición invasora al mando del alférez portugués-brasileño Athanagildo Pinto Martins, esta expedición tras ocupar los Campos de Palmas y la región del Chapecó en las Misiones Orientales Mesopotámicas llegaron ha establecerse en Laguna Bermeja (llamada en portugués Laguna Vermelha).
- Datos: Q22040124
- Multimedia: Lagoa Vermelha / Q22040124